# Asymetrické buněčné dělení

Dělení buněk: (1) symetrické, jímž vznikají dvě buňky se stejným osudem; a (2) asymetrické dělení, jímž vznikají buňky s různým osudem

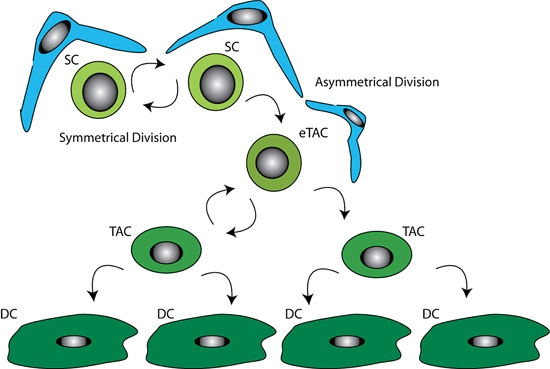
Asymetrické dělení kmenových buněk; kmenové buňky (SC) se dělí a část jejich potomků postupně dozrává na diferencované buňky (DC)

Asymetrické dělení buněk je buněčné dělení, jeho výsledkem jsou dvě dceřiné buňky s různými buněčnými osudy. Tento fakt je hlavním rozdílem od dělení symetrického, při kterém vznikají dvě dceřiné buňky s naprosto stejným buněčným osudem. Nejznámějším příkladem buněk, které se dělí asymetricky, jsou buňky kmenové. Jedna kopie původní kmenové buňky si zachovává vlastnosti buňky rodičovské, zatímco druhá dceřiná buňka je naprogramována k diferenciaci na jiný typ buněk s ne-kmenovým charakterem. Avšak i kmenové buňky se občas dělí symetricky, aby mohly produkovat dvě identické kopie. K symetrickému dělení u kmenových buněk dochází hlavně v embryonálním růstu tkání a při regeneraci.
V zásadě existují dva mechanismy, které mohou vysvětlovat rozdílný osud buněk při buněčném dělení. V prvním případě jsou dceřiné buňky zpočátku zcela shodné a jejich rozdíl nastává až v důsledku mezibuněčné signalizace. Ta může nastávat buď mezi dceřinými buňkami, nebo s buňkami v jejich okolí. Tomuto mechanismu se poté říká vnější asymetrické buněčné dělení (extrinsic asymmetric cell division). V případě druhého mechanismu jsou budoucí dceřiné buňky odlišné dědičně a liší se již v době oddělení od mateřské buňky. Protože tento mechanismus není závislý na interakci buněk mezi sebou nebo s buňkami v jejich blízkém okolí, musí se spoléhat na svou vnitřní (intrinsic) asymetrii. Termín asymetrické dělení buněk se obvykle vztahuje právě na vnitřní asymetrické buněčné dělení (intrinsic asymmetric cell division).

## Role v onemocnění
Ukazuje se, že asymetrické buněčné dělení hraje velmi důležitou roli v nádorových onemocněních. V této době se v souvislosti s nádory často používá tzv. „hypotéza nádorových kmenových buněk“. Ta praví, že každá nádorová masa obsahuje malou skupinu buněk odpovědnou za iniciaci, růst a přežívání nádoru. Tato hypotéza má obrovské terapeutické důsledky, ale také poukazuje na to, že vady kmenových buněk mohou vést ke vzniku nádorových onemocnění. Nádorové kmenové buňky, stejně jako normální kmenové buňky, jsou definovány jak schopností produkovat další kmenové buňky (schopnost sebe obnovy), tak schopností produkovat buňky, které mají diferenciační potenciál. Strategií, kterou nádorové kmenové buňky splňují tyto požadavky, je schopnost asymetrického buněčného dělení. Asymetrické buněčné dělení je klíčový mechanismus pro zajištění tkáňové homeostázy. Narušení asymetrického buněčného dělení vede k nesprávné schopnosti sebeobnovy a diferenciace a mohlo by představovat časný krok v tumorogenní transformaci kmenových či progenitorových buněk. V normálních nenádorových kmenových buňkách byla popsána řada genů odpovědných za schopnost sebeobnovy (např. Bmi-1, Wnt a Notch). Tyto geny byly objeveny také u nádorových kmenových buněk a ukazuje se, že jejich aberantní exprese je zásadní pro tvorbu nádorové masy. Bylo např. prokázáno, že gastrointestinální nádory obsahují subpopulaci nádorových kmenových buněk, které jsou schopné asymetrického dělení. Asymetrické dělení je zde regulováno nádorovým mikroprostředím a Wnt dráhou. Zablokováním Wnt dráhy má za následek výrazné potlačení asymetrického dělení.
Dalšími mutacemi v aparátu asymetrického buněčného dělení, které také jsou zodpovědné za růst nádorových buněk, jsou tzv. ztrátové (loss of function) mutace. První náznaky, že ztráta asymetrického buněčného dělení může být zapojena do vzniku nádorových onemocnění, byly objeveny na drozofile. Ukázalo se, že ztrátové mutace klíčových regulátorů asymetrického dělení vedou k hyperproliferaci in situ. V těchto mutantech se buňky dělí převážně symetricky a generují progenitory, které neukončí buněčný cyklus a diferenciaci, ale stále proliferují a tvoří základ nádorové masy.
Je tedy zřejmé, že mutace v asymetrickém dělení buněk jsou velmi důležité pro vznik a rozvoj rakoviny a mají značný terapeutický potenciál.